# Canale di Medicina
Il canale di Medicina è un piccolo canale di bonifica della pianura bolognese che prende il nome dall'omonima cittadina che attraversa.
Nasce presso Castel San Pietro Terme, ad un'altitudine di circa 65 m, distaccandosi dal torrente Sillaro. Dirigendosi sempre verso nord, attraversa Medicina, quindi prosegue il suo corso in pianura; dopo un percorso di poco più di 19 km, versa le sue acque nel canale Garda basso il quale, di lì a pochissimi chilometri, si congiungerà col canale Garda alto dando vita al canale di bonifica Garda.